# 因明學
因明，音譯醯都费陀，在古印度發展的佛教邏輯學和认识论，是一種思考方法，也是探索真理的工具之一，為五明之一。佛教、耆那教與印度教都受到它的影響。

## 概論
「明」字已包含了「學」之意。起源、發展於印度正理派的一種思維和推理方法。《因明大疏》上本曰：“明此因义，故曰因明。”

### 古因明
释尊以前，足目仙人创之。有成书于公元250至350年之间的《正理经》。

### 新因明
至佛灭后，大乘论师陈那集其大成。其著作包括《因轮抉择论》、《因明正理门论》、《集量论》。
商羯羅主造，玄奘法師譯的《因明入正理論》是一部較為全面的思考方法教材。
在古印度，各種宗派便常用因明學互相辯論。玄奘法師在印度那爛陀寺求法時，曾運用因明多次破斥外來論師的言論，名震天竺。稍後戒日王宣揚此事，是中國人在印度取得的極大榮耀。
玄奘回國之後，把因明介紹到中國，此學也為後世佛教徒所精研。
唐初時，呂才作有《因明注解立破義圖》，曾與玄奘論辯。

## 基本概念

### 五支作法
古因明立宗、因、喻、合、结五支作法。

### 三支作法
新因明立宗、因、喻三支作法而为言论之法。例如“声无常（宗），为所作性故（因），如瓶等（喻）。”此三支中，以因支最重要，故云因明。

### 宗与宗依
宗是立论者提出的主张，由前陈（自性、有法、所别）、后陈（差别、法、能别）组成。前陈、后陈称为宗依，均须满足立敌共许，但二者组成的宗体则必须立者认许，敌者不许。

### 因三相
遍是宗法性，同品定有性，异品遍无性。

## 外部連結
1. 佛家因明的理性思考 蔡禮德 Hetu－Vidyā Of Rational Thinking, Choy L.T.(2008) （页面存档备份，存于）
  - 逻辑学（Logic）及简单枚举归纳法（Induction by Simple Enumeration）
  - 科学方法（Scientific Method）及假设演绎法（Hypothetico-Deductive Method）
2. 佛家因明的理性思考再探 蔡禮德 Hetu－Vidyā Of Rational Thinking(II), Choy L.T.(2009) （页面存档备份，存于）
  - 因明的辨义理（Meaning & Argument Analysis）方法，具有语理分析（Linguistic - conceptual Analysis）及谬误剖析（Fallacy Analysis）的元素。
3. 佛家因明的理性思考三探 蔡禮德 Hetu－Vidyā Of Rational Thinking(III), Choy L.T.(2010) （页面存档备份，存于）
  - 「现量」及「比量」意谓真
  - 「似现量」及「似比量」意谓非真。
4. 因明邏輯真值量化的探索 李潤生、 蔡禮德 (2006) （页面存档备份，存于）
5. 「因明逻辑真值的量化公式」与贝尔斯学派统计学 蔡禮德 Quantification Formula Of Hetu－Vidyā Logical Truth－Value And Bayesian School Statistics, Choy L.T.(2008) （页面存档备份，存于）
6. 佛家因明提綱  蔡禮德 A Hetu－Vidyā Framework, Choy L.T.(2013)  （页面存档备份，存于）
  - 因明與菩薩行五明
7. 佛家因明的概念功能與分類 蔡禮德 A Hetu－Vidyā Framework(II), Choy L.T. (2013) （页面存档备份，存于）
8. 唯識宗的世界概念：由假說我法（一）  蔡禮德  A Hetu－Vidyā Framework(III), Choy L.T.（2014） （页面存档备份，存于）
9. 佛家「因明」指导「内明」 蔡礼德 A Hetu－Vidyā Framework(IV), Choy L.T. (2014) （页面存档备份，存于）